# Novak Đukić
Novak Đukić (10 d'abril de 1955, Donja Kola, Banja Luka), és un antic general serbi de Bòsnia, comandant de l'Exèrcit de la República Sèrbia a la regió de Tuzla durant la Guerra de Bòsnia. Detingut el 2007, va ser jutjat per crims de guerra pel Tribunal de Bòsnia i Hercegovina, i condemnat 25 anys de presó el 2 de juny de 2009, sentència que la seva defensa ha apel·lat. Se l'acusa d'haver ordenat la matança de Tuzla, el 25 de maig de l'any 1995, quan les seves unitats van disparar un míssil d'artilleria contra el centre de Tuzla, Kapija, on hi havia una reunió de joves locals. L'explosió va produir 71 morts i 140 ferits.